# Salvatore Accardo

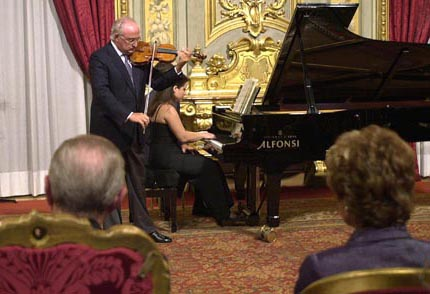
Salvatore Accardo während eines Konzertes im Palazzo del Quirinale (2000)

Salvatore Accardo (* 26. September 1941 in Turin) ist ein italienischer Violinist und Dirigent.

## Leben
Accardo studierte in den 1950er Jahren zunächst bei Luigi d’Ambrosio, einem Schüler August Wilhelmjs, am Konservatorium von Neapel, wo er einen 1. Preis gewann. Anschließend bildete er sich bei Yvonne Astruc (1889–1980), einer Schülerin George Enescus, an der Accademia Musicale Chigiana in Siena weiter. Im Alter von 13 Jahren hatte er seinen ersten öffentlichen Auftritt mit Paganinis Capricci. 1955 gewann er den Internationalen Wettbewerb von Vercelli, 1956 den Internationalen Wettbewerb von Genf, 1957 den der Accademia Musicale Chigiana in Siena und 1958 den ersten Preis des Paganini-Wettbewerbs in Genua. Anfang der 1960er Jahre machte er mit dem Orchestre de l’Association de Concerts Pasdeloup unter der Leitung von Herbert Albert erste Schallplattenaufnahmen, so 1960 das Violinkonzert D-Dur op. 35 von Pjotr Iljitsch Tschaikowski und 1963 die Symphonie espagnole von Édouard Lalo. Diese Aufnahmen brauchten den internationalen Vergleich mit den nordamerikanischen und sowjetischen Violinisten wie Isaac Stern und David Oistrach nicht zu scheuen und begründeten seine internationale Karriere.
Dann begann er seine Solistenkarriere mit ausgedehnten Tourneen durch Europa, Nord- und Südamerika. 1968 gründete Accardo in Turin das Orchestra da Camera Italiana; von 1972 bis 1977 war er Konzertmeister des Kammerorchesters I Musici, 1973 bis 1980 unterrichtete er der Accademia Musicale Chigiana. Er rief die Settimane Musicali Internazionali in Neapel sowie das Cremona String Festival ins Leben und war 1986 einer der Gründer der Walter Stauffer Academy in Cremona. 1987 arbeitete er erstmals als Dirigent. 1992 gründete er das Accardo Quartet, 1996 kam es zu einer Neugründung des Orchestra da Camera Italiana, das sich nunmehr aus den besten Absolventen der Walter Stauffer Academy zusammensetzt. Seit 2004 gibt er im Sommer regelmäßig Meisterkurse an der Accademia Musicale Chigiana.
Accardo besitzt zwei Stradivari-Violinen, die „Hart ex Francescatti“ (1727) und die „Feuervogel ex Saint-Exupéry“ (1718).

## Repertoire
Accardos Repertoire reicht vom Barock bis zur Gegenwart. Hohes Ansehen genießt er besonders für seine Interpretationen der Werke Paganinis und Bachs sowie zeitgenössischer Komponisten. Salvatore Sciarrino, Walter Piston, Franco Donatoni, Astor Piazzolla und Iannis Xenakis widmeten ihm Werke.

## Aufnahmen
Accardos Diskografie umfasst rund 50 Aufnahmen bei Philips, DG, EMI, Sony Classical, Foné, Dynamic und Warner-Fonit. Er nahm Paganinis 24 Capricci für Solovioline auf (Neuaufnahme 1999) und war der Erste, der alle sechs Violinkonzerte Paganinis einspielte.
Die Violinsoli im Film Kinski Paganini sind von Accardo gespielt.

## Schriften
- L’Arte del violino. Mailand 1987.